# So You Fell in Love with a Musician...
So You Fell in Love with a Musician... è il secondo album solista del chitarrista statunitense Pat Smear. L'anno successivo all'uscita di questo disco, Smear si unirà ai Nirvana come chitarrista turnista.

## Tracce
Testi e musiche di Pat Smear, eccetto dove indicato.
1. I'll Find You – 3:35
2. Lulu Belle – 2:05 (Smear / Jena)
3. Creep Street – 4:02 (Bell / Smear / Jacoby)
4. Holy Bulsara – 3:01
5. Ever Alone with Thee – 1:54
6. All My Cheating – 4:37
7. Innocent X – 6:49
8. Cold Towne – 2:15
9. Yummy Yuck – 4:14
10. Love Your Friends – 4:03 (Ehrig / Smear / Roessler)
11. Lazy – 3:49

Durata totale: 40:24

## Formazione
- Pat Smear - voce, chitarra, basso
- Gary Jacoby - batteria
- Stephanie Bennett - arpa nella traccia 5
- Walter Spencer - assolo di basso nella traccia 7 e basso nella traccia 10
- Michele Gregg - cori nella traccia 3